# Varaždin Arena
Varaždin Arena (kroatiska: Arena Varaždin) eller Varaždin stadssporthall (Gradska sportska dvorana Varaždin) är en arena i Varaždin i Kroatien. Den uppfördes i samband med världsmästerskapet i handboll för herrar 2009 och invigdes officiellt den 6 december 2008. Byggnaden är drygt 20 000 m2 stor och har 5 200 platser. Arenan stod som värd för Europamästerskapet i handboll för damer 2014 och för herrar 2018. Slutspelsfasen av damdelen av European Golden League 2019 spelades i arenan.

### Fotnoter
1. 1 2 3  Jutarnji list - Kroatisk morgontidning (kroatiska)
2. 1 2 3  Dalje.com Arkiverad 9 januari 2014 hämtat från the Wayback Machine. (kroatiska)
3. ↑  Eurohandball.com Arkiverad 9 februari 2014 hämtat från the Wayback Machine. (engelska)